# Daarlerveen vasútállomás
Daarlerveen vasútállomás vasútállomás Hollandiában, Hellendoorn városában.

## Vasútvonalak
Az állomást az alábbi vasútvonalak érintik:
- Mariënberg–Almelo-vasútvonal

## Kapcsolódó állomások
A vasútállomáshoz az alábbi állomások vannak a legközelebb:
- Vroomshoop vasútállomás
- Vriezenveen vasútállomás